# Luperina stipata
Luperina stipata là một loài bướm đêm trong họ Noctuidae.